# Gare de Strathroy
La  gare de Strathroy est une gare ferroviaire canadienne de la ligne de Québec à Windsor, située à  Strathroy, sur le territoire de la municipalité de Strathroy-Caradoc dans la province de l'Ontario. 
C'est un arrêt, avec un abri, desservi par Via Rail Canada.

## Service des voyageurs

### Accueil
Point d'arrêt Via Rail Canada, disposant d'un abri fermé, non chauffé, ouvert une heure avant l'arrivée du train et trente minutes après son départ. L'accès à l'abri et aux train en fauteuil roulant est possible.

### Desserte
Strathroy est desservie par des trains de la relation Sarnia-Toronto.